# 石原辰義
石原 辰義（いしはら たつよし、1964年3月24日 - ）は、佐賀県佐賀市出身の元ショートトラックスピードスケート選手。西濃運輸所属。その後某米国資本の外資系生命保険会社に勤務。現在マニュライフ生命に勤務。
1986年世界ショートトラックスピードスケート選手権大会総合優勝。
デモンストレーション競技だった1988年カルガリーオリンピックでは500mで銅メダル、1000m4位、1500m8位、3000m7位だった。
1992年アルベールビルオリンピックの男子5000mリレーで赤坂雄一・河合季信・川崎努とともに銅メダリストとなった。男子1000mでは15位。1994年リレハンメルオリンピックにも出場、5000mリレー5位となった。
1998年長野オリンピックでは銅メダルを獲得した植松仁のコーチを務めた。